# Rina Satō
Rina Satō (佐藤 利奈, Satō Rina), née le 2 mai 1981 à Kitakyūshū au Japon est une seiyū (doubleuse japonaise). Son passe-temps favori est le Kyūdō.

## Prestations notables
2004
- Prim Snowlight dans Divergence Eve
- Tsutako Takeshima dans Maria-sama ga Miteru
- Tsutako Takeshima dans Maria-sama ga Miteru ~Haru~

2005
- Yukimi Itami dans Gokujou Seitokai
- Yuka Kasuga dans La Fille des enfers
- Munepi dans D.C.S.S. ～Da Capo Second Season～
- Yuki Kusakabe dans ToHeart2
- Mia/Sophie dans Fushigiboshi no Futagohime
- Negi Springfield dans Negima!
- Io dans Mushishi

2006
- Natsuko Kameyama dans Kashimashi ~Girl Meets Girl~
- February dans Coyote Ragtime Show (en)
- Charu dans Sara! Get You!
- Kōsuke Ichijō et Ghost dans School Rumble Ni Gakki
- Tanaka Punie dans Dai Mahou Touge
- Mizusawa dans ZEGAPAIN
- Flood dans Tactical Roar
- Mudie Holcroft dans Mobile Suit Gundam SEED C.E. 73: Stargazer
- Yuuji (enfant) et Arisa Shidou dans Tona-Gura!
- Negi Springfield dans Negima!
- Yuyama Kakunojo dans Bakumatsu Kikansetsu Irohanihoheto
- Ren-tan dans Binchō-tan
- Kyukyu/Sophie dans Fushigiboshi no Futagohime Gyu!

2007
- Shiori Makimura, Koutarou Azumamiya et Eight dans Hayate the Combat Butler
- Mana Kamishiro dans Kishin Taisen Gigantic Formula
- Kozue dans Kyoshiro to Towa no Sora
- Prinesca Yugiri dans Shinkyoku Soukai Polyphonica
- Haruka Minami dans Minami-ke
- Satori Azuma dans Bamboo blade
- Kureha Akabane dans Night Wizard! The ANIMATION

2008
- Kyōran Kazoku Nikki (Gekka Midarezaki)
- Minami-ke Okawari (Haruka Minami)
- Nogizaka Haruka no Himitsu (Shiina Amamiya)
- A Certain Magical Index (Mikoto Misaka)
- Macademi Wasshoi! (Futaba Kirishima)
- Time of Eve (Nagi)
- Blade of the Immortal (Rin Asano)
- Net Ghost PiPoPa (Yūta Akikawa)

2009
- Minami-ke : Okaeri (Haruka Minami)
- Asu no Yoichi! (Ibuki Ikaruga)
- Maria-sama ga Miteru 4th season (Tsutako Takeshima)
- Hayate the Combat Butler Season 2 (Shiori Makimura, Kōtarō Azumamiya, Eight, Orumuzuto Nadja)
- Kurokami : The Animation (Risa Yamada)
- A Certain Scientific Railgun (Mikoto Misaka)
- Nyan Koi! (Chizuru Mochizuki, Cindy)
- Zoku Natsume Yūjin Chō (Taki Tooru)
- Umineko no Naku Koro ni (Ange Ushiromiya)

2010
- Mayoi Neko Overrun! (Satou)
- Amagami SS (Kaoru Tanamachi)
- Seikon no Qwaser (Yumie Hiragi)
- A Certain Magical Index II (Mikoto Misaka)
- MM! (Tatsukichi Hayama)

2011
- Ao no Exorcist (Kirigakure Shura)
- Bleach (Mayu)
- Astarotte's Toy (Naoya Tōhara)
- Oniichan no Koto Nanka Zenzen Suki Janain Dakara ne!! (Rin Yatagai)
- Ro-Kyu-Bu! (Touko Hatano)
- Yondemasuyo, Azazel-san (Rinko Sakuma)
- Mobile Suit Gundam AGE (Natola Einus)

2012
- Amagami SS+ Plus (Kaoru Tanamachi)
- Brave 10 (Isanami)
- Listen to Me, Girls. I Am Your Father! (Sawako Midorikawa)
- The Ambition of Oda Nobuna (Louise Frois)
- Aesthetica of a Rogue Hero (Listy El Da Sherfied)

2013
- Minami-ke: Tadaima (Haruka Minami)
- A Certain Scientific Railgun S (Mikoto Misaka)
- Brothers Conflict (Ema Asahina)
- Genshiken Nidaime (Saki Kasukabe)
- Sunday Without God (Hana/Alfa)
- Hyperdimension Neptunia: The Animation (Vert (Green Heart))
- One Piece (Bébé 5)
- BlazBlue Alter Memory (Ragna the Bloodedge (enfant))
- Non Non Biyori (Kaede Kagayama)
- Sekai de Ichiban Tsuyoku Naritai! (Kanae Fujishita)

2014
- Buddy Complex (ja) (Elvira Hill)
- Brynhildr in the Darkness (Miki)
- M3 the dark metal (Iwato enfant)
- Cardfight Vanguard:Legion Mate (Uncrowned WitchRatie Curti)
- Girl Friend Beta (Akane Sakurai)
- Knights of Sidonia (Numi Tahiro)
- Pretty Guardian Sailor Moon Crystal (Rei Hino/Sailor Mars)
- The Kawai Complex Guide to Manors and Hostel Behavior (Mayumi Nishikino)
- Buddy Complex Kanketsu-hen: Ano Sora ni Kaeru Mirai de (Elvira Hill)
- Gugure! Kokkuri-san (Kureha)

2015
- Kōfuku Graffiti (Ryō Machiko)

2016
- Kuromukuro (Paula Kowalczyk)
- Persona 5 (Makoto Niijima)
- Tales of Berseria (Velvet Crowe)

2021
- Fire Emblem Heroes (Thórr)